# 聖安東尼德拉克魯斯
14°1′N 88°47′W / 14.017°N 88.783°W
聖安東尼德拉克魯斯（西班牙語：San Antonio de la Cruz），是薩爾瓦多的城鎮，位於該國西北部，由查拉特南戈省負責管轄，面積25.02平方公里，海拔高度262米，2007年人口1,854，人口密度每平方公里74.1人。